# Brembio
Brembio là một đô thị ở tỉnh Lodi trong vùng Lombardia của Italia, cách khoảng 45 km về phía đông nam của Milano và khoảng 14 km về phía đông nam của Lodi. Tại thời điểm 31 tháng 12 năm 2004, đô thị này có dân số 2.433 người và diện tích là 16,9 km².
Đô thị Brembio bao gồm các frazioni (các đơn vị trực thuộc, chủ yếu là thôn làng) Ca' de Folli and Ca' del Parto.
Brembio giáp các đô thị: Mairago, Ossago Lodigiano, Secugnago, Borghetto Lodigiano, Casalpusterlengo, Livraga, Ospedaletto Lodigiano.